# Diana Russell, Condessa de Bradford
Diana Russell (c. 1624 — 30 de janeiro de 1695) foi uma nobre britânica. Ela foi viscondessa e condessa de Bradford pelo seu casamento com Francis Newport, 1.º Conde de Bradford.

## Família
Diana foi a quarta filha, oitava e última criança nascida de Francis Russell, 4.º Conde de Bedford e de Catherine Brydges. Seus avós paternos eram William Russell, 1.º Barão Russell de Thornhaugh e Elizabeth Long. Seus avós maternos eram Giles Brydges, 3.º Barão Chandos de Sudeley e Frances Cliton, filha de Edward Clinton, 1.º Conde de Lincoln.
Ela teve sete irmãos mais velhos, que eram: Edward, marido de Penelope Hill; Margaret, casada primeiro com James Hay, 2.º Conde de Carlisle e depois com Edward Montagu, 2.º Conde de Manchester; Francis; John, coronel de Grenadier Guards; William Russell, 1.º Duque de Bedford, marido de Anne Carr; Catherine, esposa de Robert Greville, 2.º Barão Brooke, e Anne, esposa de George Digby, 2.º Conde de Bristol.

## Biografia
Em 28 de abril de 1642, com cerca de dezoito anos de idade, Diana casou-se com Francis Newport, na igreja de St Giles in the Fields no bairro londrino de Camden. Ele era filho de Richard Newport, 1.º Barão Newport e de Rachel Levenson.
Em 8 de fevereiro de 1650 em 1651, Diana recebeu o título de senhora Newport de High Ercall, uma vila do condado de Shropshire. Mais tarde, tornou-se viscondessa Newport de Bradford em 11 de março de 1675, e finalmente, condessa de Bradford, também em Shropshire, em 11 de maio de 1694.
A condessa faleceu em 30 de janeiro de 1695, por volta dos 71 anos de idade. Ela foi sepultada em Chenies, em Buckinghamshire.

## Descendência
O conde e a condessa tiveram quatro filhos:
- Diana Newport, esposa de Thomas Howard, filho do dramaturgo, Robert Howard, um bisneto do poeta Henry Howard. Teve apenas uma filha, Diana Howard, esposa de Edward Ward, 8.º Senhor Dudley;
- Katherine Newport, esposa de Henry Herbert, 4.º Barão Herbert de Chirbury. Sem descendência;
- Richard Newport, 2.º Conde de Bradford (3 de setembro de 1644 - 14 de junho de 1723), sucessor do pai. Foi casado com Mary Wilbraham, com quem teve seis filhos;
- Thomas Newport, 1.º Barão Torrington (1654/55 - 27 de maio de 1719), foi casado três vezes. Sem descendência.